# Rumfordmedaljen
Rumfordmedaljen är en förgylld silvermedalj instiftad 1800 av Royal Society. Den delas ut vartannat år för enastående och viktiga upptäckter rörande termiska och optiska egenskaper hos materia gjorda av en vetenskapsman verksam i Europa. Medaljen är uppkallad efter Benjamin Thompson, greve Rumford, som också var den förste som tilldelades medaljen.
Den förste svensk som erhöll medaljen var Anders Jonas Ångström 1872.

## Pristagare
- 1800 Benjamin Thompson, greve Rumford
- 1802 -
- 1804 John Leslie
- 1806 William Murdock
- 1808 -
- 1810 Étienne-Louis Malus
- 1812 -
- 1814 William Charles Wells
- 1816 Humphry Davy
- 1818 David Brewster
- 1820 -
- 1822 -
- 1824 Augustin-Jean Fresnel
- 1826 -
- 1828 -
- 1830 -
- 1832 John Frederick Daniell
- 1834 Macedonio Melloni
- 1836 -
- 1838 James David Forbes
- 1840 Jean Baptiste Biot
- 1842 Henry Fox Talbot
- 1844 -
- 1846 Michael Faraday
- 1848 Henri Victor Regnault
- 1850 François Arago
- 1852 George Gabriel Stokes
- 1854 Neil Arnott
- 1856 Louis Pasteur
- 1858 Jules Jamin
- 1860 James Clerk Maxwell
- 1862 Gustav Kirchhoff
- 1864 John Tyndall
- 1866 Armand Hippolyte Louis Fizeau
- 1868 Balfour Stewart
- 1870 Alfred Des Cloizeaux
- 1872 Anders Jonas Ångström
- 1874 Joseph Norman Lockyer
- 1876 Jules Janssen
- 1878 Alfred Cornu
- 1880 William Huggins
- 1882 William de Wiveleslie Abney
- 1884 Robert Thalén
- 1886 Samuel P. Langley
- 1888 Pietro Tacchini
- 1890 Heinrich Hertz
- 1892 Nils Dunér
- 1894 James Dewar
- 1896 Philipp Lenard och Wilhelm Conrad Röntgen
- 1898 Oliver Joseph Lodge
- 1900 Antoine Henri Becquerel
- 1902 Charles Algernon Parsons
- 1904 Ernest Rutherford
- 1906 Hugh Longbourne Callendar
- 1908 Hendrik Antoon Lorentz
- 1910 Heinrich Rubens
- 1912 Heike Kamerlingh Onnes
- 1914 John Strutt, 3:e baron Rayleigh
- 1916 William Henry Bragg
- 1918 Charles Fabry och Alfred Perot
- 1920 Robert Strutt, 4:e baron Rayleigh
- 1922 Pieter Zeeman
- 1924 Charles Vernon Boys
- 1926 Arthur Schuster
- 1928 Friedrich Paschen
- 1930 Peter Debye
- 1932 Fritz Haber
- 1934 Wander Johannes de Haas
- 1936 Ernest John Coker
- 1938 Robert Williams Wood
- 1940 Manne Siegbahn
- 1942 Gordon Miller Bourne Dobson
- 1944 Harry Ricardo
- 1946 Alfred Egerton
- 1948 Franz Eugen Simon
- 1950 Frank Whittle
- 1952 Fritz Zernike
- 1954 Cecil Reginald Burch
- 1956 Frank Philip Bowden
- 1958 Thomas Merton
- 1960 Alfred Gordon Gaydon
- 1962 Dudley Maurice Newitt
- 1964 Hendrick Christoffel van de Hulst
- 1966 William Penney
- 1968 Dennis Gabor
- 1970 Christopher Hinton
- 1972 Basil John Mason
- 1974 Alan Cottrell
- 1976 Ilya Prigogine
- 1978 George Porter
- 1980 William Frank Vinen
- 1982 Charles Gorrie Wynne
- 1984 Harold Horace Hopkins
- 1986 Denis Rooke
- 1988 -
- 1990 Walter Spear
- 1992 Harold Temperley
- 1994 Andrew Keller
- 1996 Grenville Turner
- 1998 Richard Friend
- 2000 Wilson Sibbett
- 2002 David King
- 2004 Richard Dixon
- 2006 Jean-Pierre Hansen
- 2008 Edward Hinds
- 2010 Gilbert Lonzarich
- 2012 Roy Taylor
- 2014 Jeremy J. Baumberg
- 2016 Ortwin Hess
- 2018 Ian Walmsley
- 2019 Miles J. Padgett